# A lyga 2020
A lyga 2020 är den 31:e säsongen av A lyga (sedan 1990), den högsta nivån i det litauiska fotbollssystemet.

## Lag och arenor
6 lag har kvalificerat sig för spel i A lyga 2020 efter resultatet från A lyga 2019 och Pirma lyga 2019.
| Klubb          | Ort         | Stadion                         | Underlag  | Kapacitet | Placering 2018 |
| -------------- | ----------- | ------------------------------- | --------- | --------- | -------------- |
| Banga          | Gargždai    | Gargždų stadionas               | Konstgräs | 2 300     | 2 (Pirma lyga) |
| Kauno Žalgiris | Kaunas      | Tauro stadionas                 | Gräs      | 500       | 4              |
| Kauno Žalgiris | Kaunas      | NFA stadionas                   | Konstgräs | 500       | 4              |
| Panevėžys      | Panevėžys   | Aukštaitijos stadionas          | Gräs      | 4 000     | 5              |
| Panevėžys      | Panevėžys   | Žemynos stadionas               | Konstgräs | 500       | 5              |
| Riteriai       | Vilnius     | LFF stadionas                   | Konstgräs | 5 067     | 3              |
| Riteriai       | Vilnius     | Sportima inomhus fotbollsarena  | Konstgräs | 3 157     | 3              |
| Sūduva         | Marijampolė | Hikvision fotbollsarena         | Gräs      | 6 250     | 1              |
| Sūduva         | Marijampolė | Hikvision inomhus fotbollsarena | Konstgräs | 2 660     | 1              |
| Žalgiris       | Vilnius     | LFF stadionas                   | Konstgräs | 5 067     | 2              |
| Žalgiris       | Vilnius     | Sportima inomhus fotbollsarena  | Konstgräs | 3 157     | 2              |

## Tabeller
Officiell hemsida (alyga.lt)
  
| Nr | Lag            | S  | V  | O | F  | GM | IM | MS  | P  |
| -- | -------------- | -- | -- | - | -- | -- | -- | --- | -- |
| 1  | Žalgiris       | 20 | 14 | 3 | 3  | 42 | 14 | +28 | 45 |
| 2  | Sūduva (RM)    | 20 | 13 | 4 | 3  | 32 | 18 | +14 | 43 |
| 3  | Kauno Žalgiris | 20 | 12 | 2 | 6  | 30 | 18 | +12 | 38 |
| 4  | Banga (U)      | 20 | 3  | 7 | 10 | 16 | 30 | −14 | 16 |
| 5  | Panevėžys      | 20 | 2  | 6 | 12 | 19 | 38 | −19 | 12 |
| 6  | Riteriai       | 20 | 2  | 6 | 12 | 17 | 38 | −21 | 12 |

## Nedflyttningskval
Inte spelat under den här säsongen, för var sex lag.